# Gurgen I. od Iberije
Gurgen I. od Iberije (gruz. გურგენ I), iz dinastije Bagrationi, bio je knez Tao-Klardžetije i predsjedavajući knez Iberije. Nosio je bizantski naslov kuropalata. Vladao je od 881. do svoje smrti 891. godine, kao posljedice dinastičkih zavada.
Najstarijeg sina kneza Adarnaza I., Gurgena, krstio je istaknuti redovnik Grigol Handzteli. Od oca je naslijedio vojvodstvo Gornji Tao, uključujući rezidenciju Kalmahiju. U dinastičkom ratu koji je izbio među Bagratidima, Gurgen je u početku bio na strani Nasre, koji je ubio svog rođaka Davida I., kuropalata Iberije, 881. godine. Vjeran politici podjele i zbog maloljetnosti Davidova sina i legitimnog nasljednika Adarnaza, Bizant je kao kuropalata potvrdio, ne Adarnaza, već Gurgena. Na kraju je Gurgen promijenio stranu i pridružio se Adarnazu protiv Nasre, koji je poražen i usmrćen 888. godine. Kao rezultat podjele Nasrinog nasljedstva, Gurgenenovim posjedima dodani su Šavšetija i Artaani, o čemu svjedoči gruzijski ljetopisac iz 18. stoljeća Vahušti.
U međuvremenu je Adarnaz, budući da nije bio kuropalat, a vodeći se primjerom svojih armenskih rođaka, preuzeo titulu kralja. Odnosi između Adarnaza i Gurgena zaoštrili su se i izrodili u otvoreni rat. Gurgena su, Adarnaz i njegov saveznik Bagrat Mampali 891. godine, smrtno ranili i zarobili u Mglinavi kod Artaanija. Prema njegovoj posljednjoj volji, Gurgen je pokopan u manastiru Opiza, kojeg je sam dao obnoviti.
Gurgen je vjerojatno bio oženjen kćerkom Smbata VIII. Bagratunija (826. – 855.), sparapetom Armenije. Iza sebe je ostavio dva sina - Adarnaza i Ašota - postajući tako začetnik Bagratidove "prve kuće Tao" koja će izumrijeti s njegovim unukom Gurgenom II.